# Nova-Scotia-Halbinsel
Die Nova-Scotia-Halbinsel (englisch Nova Scotia peninsula; deutsch auch Neuschottische Halbinsel, Neuschottland-Halbinsel) ist eine Halbinsel im Nordatlantik an der Ostküste Kanadas. Sie gehört zur Gänze zur kanadischen Provinz Nova Scotia, deren geographischen Hauptteil sie ausmacht. In historischen Zeiten wurde sie mitunter auch Akadische Halbinsel genannt, womit heute aber eine Halbinsel in New Brunswick bezeichnet wird.

## Physische Geographie
Die Nova-Scotia-Halbinsel ragt vom nordamerikanischen Festland, mit dem sie nur am Isthmus von Chignecto verbunden ist, ostwärts in den Atlantischen Ozean hinein. Im Nordosten ist sie durch die schmale Straße von Canso von der Kap-Breton-Insel, der zweiten Hauptlandmasse der Provinz Nova Scotia, getrennt. Im Osten und Süden grenzt sie an den offenen Nordatlantik, im Norden an die Northumberlandstraße, im Westen an die Fundy-Bucht.
Der selbst durch viele Buchten gegliederten Halbinsel sind zahlreiche kleinere Inseln vorgelagert, darunter etwa Oak Island oder Cape Sable Island.

## Humangeographie
Die gesamte Halbinsel gehört zur kanadischen Provinz Nova Scotia. Die einzige Landgrenze besteht am Isthmus von Chignecto zur Nachbarprovinz New Brunswick. Auf der Halbinsel leben rund 85 % der Provinzbevölkerung. Das größte Bevölkerungszentrum ist die an der Ostküste gelegene Provinzhauptstadt Halifax, gleichzeitig auch die größte Stadt der kanadischen Seeprovinzen.